# Růžkovy Lhotice (kasteel)
Růžkovy Lhotice is een kasteel in de gelijknamige plaats in Tsjechië, in de regio Midden-Bohemen. Het bevindt zich in het centrum van het dorp en is in barokstijl uitgevoerd. Růžkovy Lhotice is vernoemd naar de oorspronkelijke eigenaren, Jan en Jiří Růžek.

## Geschiedenis
Het kasteel werd in de tweede helft van de 18e eeuw gebouwd op de plaats van een voormalige vesting. In 1835 huurde en kocht František Smetana – vader van de latere componist Bedřich Smetana – Růžkovy Lhotice. Het gezin verbleef hier tot 1844, waarna het kasteel weer werd verkocht.
Na de Tweede Wereldoorlog werd Růžkovy Lhotice overgedragen aan de plaatselijke landbouwcoöperatie. In 1973 verwierf het districtsmuseum in Benešov het kasteel. Hierop werd het gerenoveerd en teruggebracht naar de staat ten tijde van Bedřich Smetana's verblijf. In 1984 werd een permanente muziektentoonstelling geopend.

## Museum
In het kasteel is thans een nevenvestiging van het Podblanicko Museum uit Vlašim gevestigd. De tentoonstelling Muzikale tradities van Podblanicko behandelt het begin van Bedřich Smetana's werk, maar richt zich ook op componisten die in de regio zijn geboren, zoals Josef Suk, Jan Dismas Zelenka en Josef Dukát, of die hier actief waren (onder anderen Richard Wagner en Gustav Mahler).

## Galerij

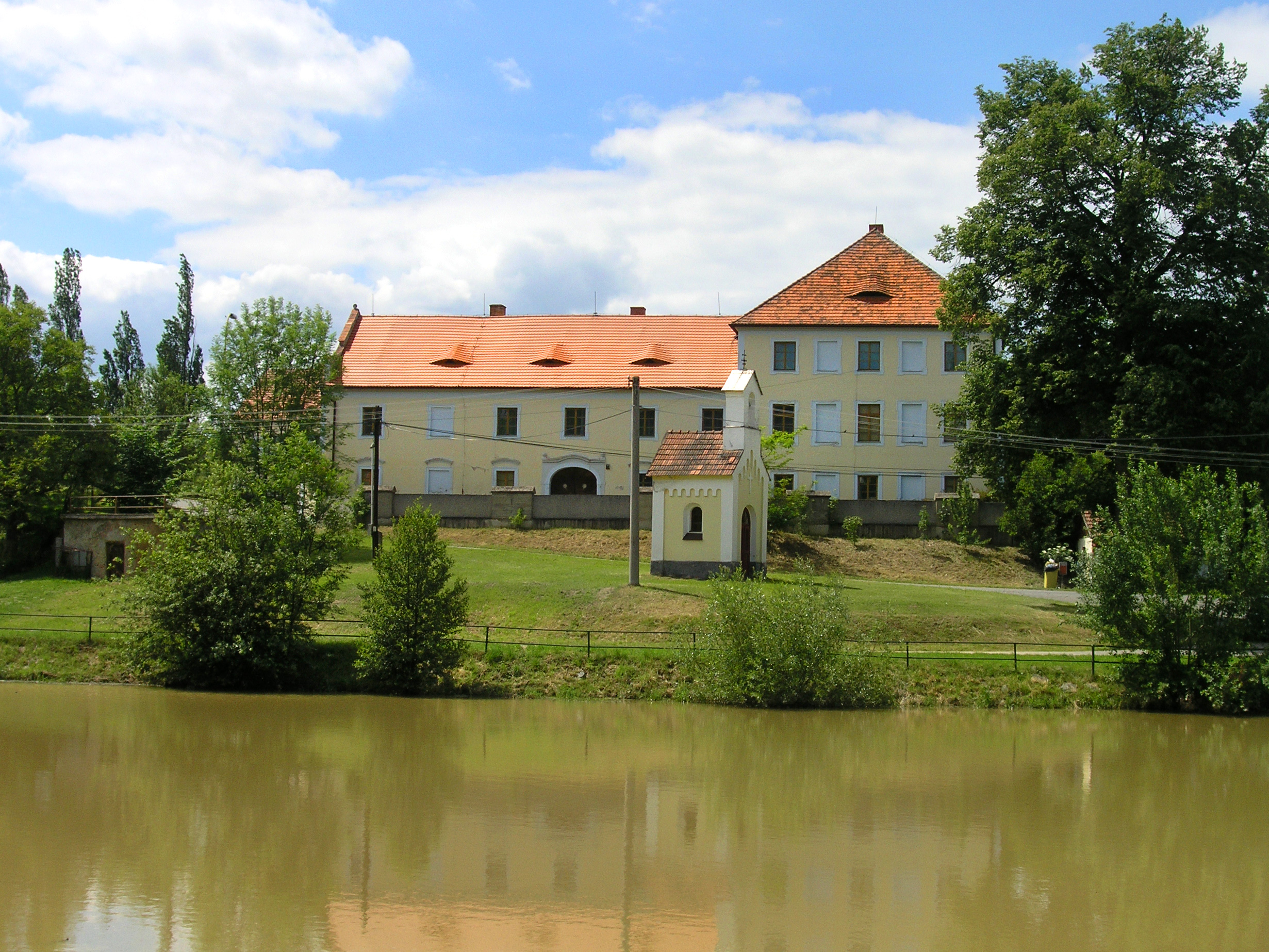
Kasteel met de dorpsvijver (2010)
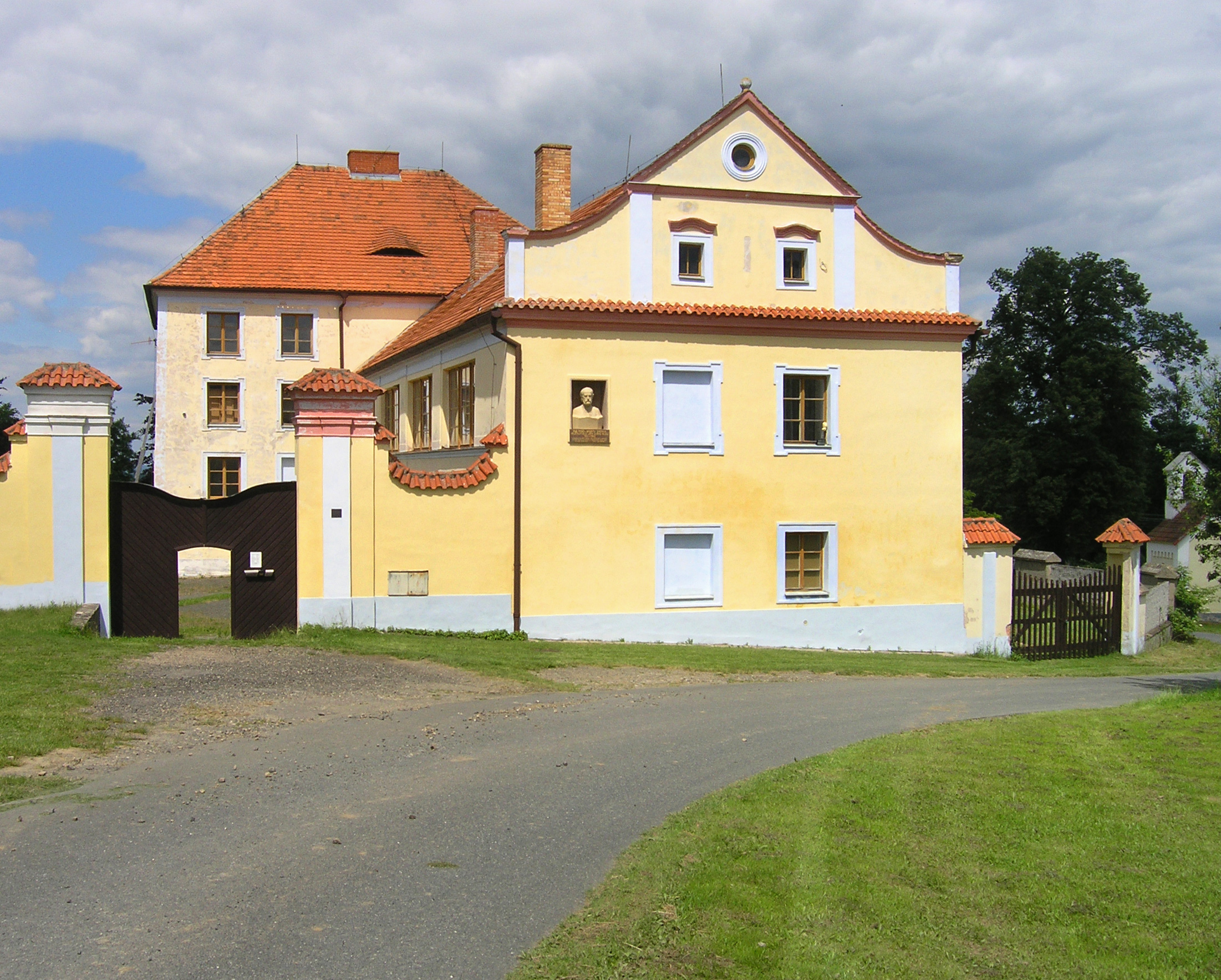
Noordgevel met borstbeeld van Bedřich Smetana (2010)
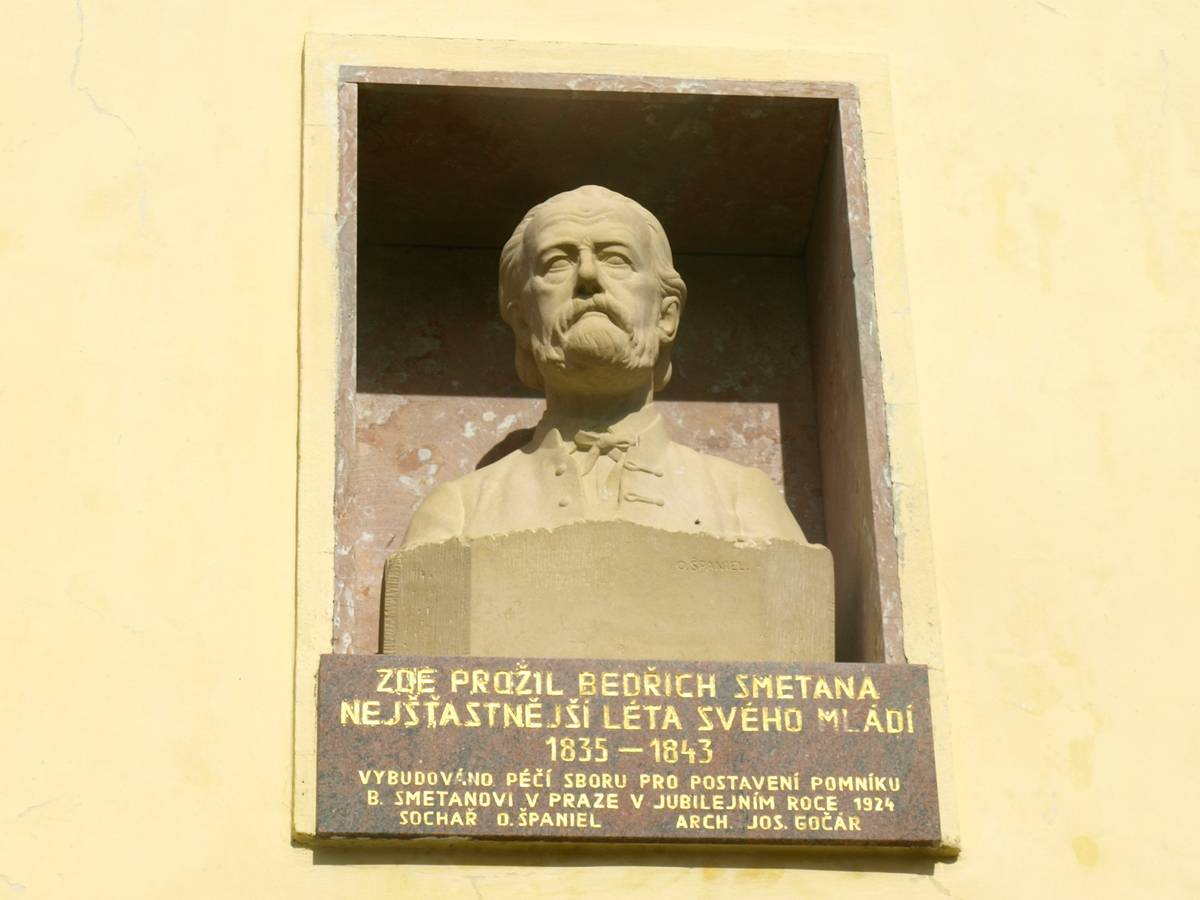
Borstbeeld van Bedřich Smetana (2021)